# 圣诞恐怖

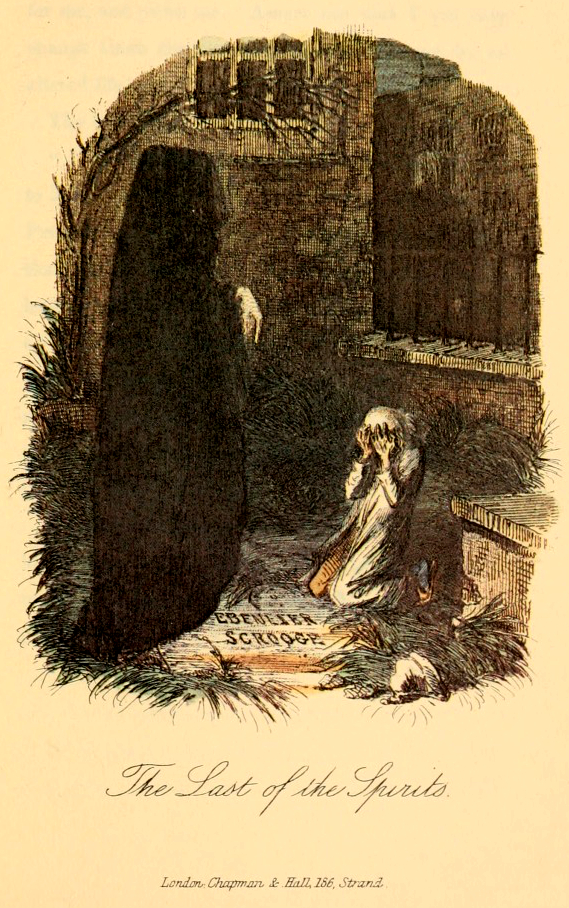
狄更斯写的恐怖小说《尚未到来的圣诞节幽灵》的封面插画。

圣诞恐怖是一种将恐怖元素融入到节日氛围中的小说和电影类型。

## 起源与历史
圣诞恐怖这一类型源于英国的一种季节性传统，可追溯到史前时代对冬至的庆祝活动。《好莱坞报道》指出，这一传统最早将冬季的“死亡”与春季的复苏联系在一起。1623年莎士比亚的作品《冬天的故事》被视为冬至恐怖风格的早期作品。

1843年，查尔斯·狄更斯的小说《圣诞颂歌》成为圣诞恐怖类型的早期代表之一，正如英国电影协会所说，这部作品“将节日季节永远与这种类型联系在一起”。（p. 9） 此外，狄更斯还创作了其他节日背景的鬼故事，例如1866年的《信号员》。
在20世纪初，M·R·詹姆斯创作了许多鬼故事，并在圣诞节期间为朋友们朗读，以作为节日娱乐的传统之一。1954年，美国的EC Comics漫画出版公司出版了一期名为《……And All Through the House》的《恐怖之穴》漫画，故事讲述了一名打扮成圣诞老人的杀手的故事。（pp. 3–4）
在20世纪初，圣诞恐怖元素就在一些圣诞主题的电影中有所表现。如拉迪斯拉斯·斯塔雷维奇导演的《圣诞夜》（1913年）、维克多·斯约斯特洛姆的《幽灵马车》（1921年），以及克里斯蒂安-雅克的《谁杀了圣诞老人？》（1941年），就是早期有圣诞恐怖元素的电影。
在1970年代，BBC每年圣诞节都会播放《圣诞鬼故事》系列剧，这部系列剧改编自M. R. James的短篇小说。后来BBC又推出了《克里斯托弗·李的圣诞鬼故事》，由克里斯托弗·李饰演James以朗读他的故事。

## 发展
圣诞恐怖电影类型在1970年代逐渐形成体系。但在形成的过程中，也经常引起不小的争议。（p. 3） 圣诞恐怖电影形成体系可追朔的早期的代表作品有1971年的《谁杀了鲁阿姨？》和1972年的《寂静夜，血腥夜》。
1972年的电影《恐怖的故事》首次在银幕上出现了扮成圣诞老人的杀手形象。圣诞老人杀手的概念从此定型。（p. 3） 1974年的《黑色圣诞》更是圣诞恐怖类型的经典之作，甚至被认为对1978年的知名电影《月光光心慌慌》产生了相当的影响。 到了1970年代末至80年代初，随着各种砍杀电影的大量涌现，这类圣诞恐怖片的热度有所下降。然而，1984年上映的《小精灵》和《寂静夜，致命夜》再次将这种题材带回观众视野，使得圣诞恐怖片在80年代末重新流行，并一直延续到2010年代。（p. 4）

## 类型特征
圣诞恐怖片通常将节日的温馨与恐怖元素强烈对比，营造出反差效果。（p. 3） 作品中常见飘雪、圣诞装饰、节日灯光和圣诞颂歌等符号，以温暖的氛围开场，随后加入恐怖情节，增强观众的冲击感。（p. 5）
许多圣诞恐怖故事汲取了来自不同文化的节日传说，比如中欧和冰岛的克拉姆普斯和佩尔希塔，冰岛民间的格丽拉，这些角色在圣诞期间惩罚不听话的孩子，有时甚至与圣诞老人联手。此外，东南欧的卡里坎察罗斯也是在节日制造混乱的神话生物。 圣诞恐怖片中，杀手伪装成圣诞老人已是常见设定，而少数作品则以真正的圣诞老人进行暴力行为为主题，这类影片虽然少见，但也颇受关注。

## 争议
尽管恐怖电影，尤其是砍杀电影，常遭到批评，但1984年的《寂静夜，致命夜》引发了更为广泛的抗议。电影宣传海报上的圣诞老人装束的杀手形象和“他知道你在淘气”的标语尤其惹怒了不少观众。 广告内容也因涉及敏感形象而多次被送审至MPAA广告监管部门才最终通过。
影片围绕圣诞节，尤其是圣诞老人的形象展开，引发了极大的争议。《Fangoria》的编辑迈克尔指出，该片“（圣诞恐怖题材的电影）一个接一个地展现了对圣诞节的厌恶”。
2006年纪录片《刀光剑影：砍杀电影的兴衰》称该片“成为了点燃全国抗议的导火索”。电影在1984年11月于东海岸和中西部上映，但因广泛的抗议而在一周后撤档。不过，包括布法罗和波士顿在内的部分影院依然继续放映。

## 延伸阅读
- Mogg, Richard, , 2019, ISBN 978-1999481711